# 岩佐東一郎
岩佐 東一郎（いわさ とういちろう、1905年3月8日 - 1974年5月31日）は、日本の詩人。
東京府生まれ。父親の岩佐藤次郎（1880年生）は東洋染料や鱗与商店の重役を務めた実業家。暁星中学校を経て法政大学仏文科卒。暁星中学の頃、当時父堀口九萬一とともにブラジルに在った堀口大学に手紙で入門を請い、その門人第一号となる。1923年に第一詩集『ぷろむなあど』を18歳で上梓する。1925年に正岡容、藤田初巳（俳人）とともに雑誌『開花草紙』を創刊。1931年城左門と『文藝汎論』、1946年北園克衛と『近代詩苑』を創刊する。モダニズムと抒情の混交した詩を書いた。俳句、随筆、或いは小学校唱歌の作詞（「アマリリス」「よろこびの歌」等）でも知られ、1935年創刊の日本のモダニズム詩人による俳句雑誌「風流陣」の初代編輯・発行人であった。また、NHKラジオ「とんち教室」の生徒でもあり、洒脱な粋人としても知られた。

## 著書
- 『ぷろむなあど』近代文明社 1923
- 『祭日 詩集』泰文社 1925
- 『航空術 詩集』第一書房(今日の詩人叢書) 1931
- 『神話 詩集』文体社/書物展望社 1933
- 『茶煙閑語 随筆集』文芸汎論社 1937
- 『三十歳 詩集』文藝汎論社 1938
- 『茶烟亭灯逸伝 随筆』書物展望社 1939
- 『昼花火』風流陣発行所(風流陣俳句文学叢書) 1940
- 『春秋 詩集』文芸汎論社 1941
- 『くりくり坊主 随筆集』書物展望社 1941
- 『二十四時 詩集』湯川弘文堂(新詩叢書) 1943
- 『紙鳶』私家版 1944
- 『青年のための詩と詩論』一聯社(青年文学叢書) 1947
- 『なかよし』印刷局(学級文庫 幼児用) 1949
- 『風船虫 随筆集』青潮社 1950
- 『じゃんぐる象ちゃん』（詩絵本）トッパン 1951
- 『よい子の一日』トッパン　1951
- 『粋は異なもの 随筆』美和書院 1956
- 『カレンダー 詩集』北海道豆本の会(ゑぞまめほん) 1957
- 『好色大学開講す』丸尾長顕、武野藤介共著 第二書房(風流艶筆読本 第1) 1961
- 『書痴半代記』東京文献センター 1968 のちウェッジ文庫